# Miejsca spoczynku władców Portugalii

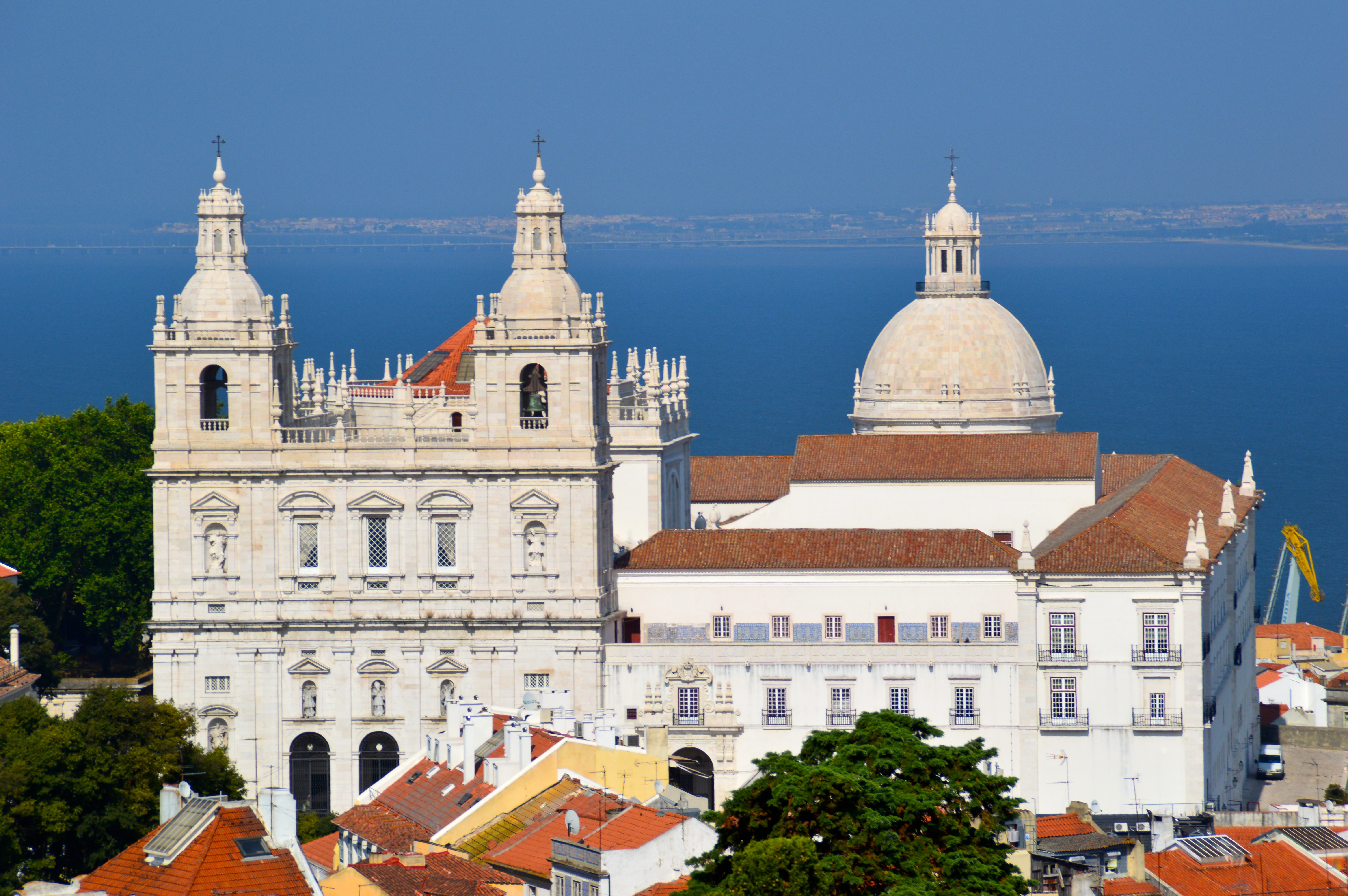
Klasztor São Vicente de Fora w Lizbonie – miejsce spoczynku 11 królów Portugalii

Miejsca spoczynku władców Portugalii:
- Klasztor Santa Cruz w Coimbrze – Alfons I Zdobywca, Sancho I Kolonizator, Alfons II Gruby
- Katedra Najświętszej Marii Panny w Toledo – Sancho II
- Klasztor w Alcobaça – Alfons III Dzielny, Piotr I Sprawiedliwy
- Klasztor São Dinis w Odivelas – Dionizy I
- Katedra Sé w Lizbonie – Alfons IV
- Klasztor Karmelitów w Lizbonie – Ferdynand I Burgundzki
- Klasztor w Batalha – Jan I Dobry, Edward I Aviz, Alfons V Afrykańczyk, Jan II Doskonały
- Klasztor Hieronimitów w Lizbonie – Manuel I Szczęśliwy, Jan III Aviz, Henryk I Kardynał, Alfons VI Zwycięski
- Escorial w San Lorenzo de El Escorial – Filip I, Filip II, Filip III
- Klasztor São Vicente de Fora w Lizbonie – Jan IV Szczęśliwy, Piotr II Spokojny, Jan V Wielkoduszny, Józef I Reformator, Jan VI, Maria II, Michał I Uzurpator, Piotr V, Ludwik I Bragança, Karol I Dyplomata, Manuel II Patriota
- Bazylika Estrela w Lizbonie – Maria I
- Pomnik Ipiranga w São Paulo – Piotr IV (serce: Kościół Lapa w Porto)